# Trongsa
Trongsa (dawniej Tongsa) – miasto w Bhutanie; 3 tys. mieszkańców (2006). W Tongsa w 1907 roku, po kilku wiekach wojen z Tybetem i Indiami, gubernator tego dystryktu, Ugjen Łangczuk, przy poparciu Anglików, został mianowany pierwszym królem Bhutanu z prawem dziedziczenia.